# Gilbert (Einheit)
Das Gilbert (Einheitenzeichen Gb, nach dem englischen Arzt und Physiker William Gilbert) ist eine veraltete Einheit der magnetischen Spannung Um (= magnetische Feldstärke {\displaystyle H} × Weg {\displaystyle s}) im elektromagnetischen und im gaußschen cgs-Einheitensystem.
Das Gilbert ist definiert durch die Arbeit, die das magnetische Potenzial eines positiven Einheitspols um 1 erg erhöht:
{\displaystyle \mathrm {1\ Gb=1\ Oe\cdot cm=1\ {\frac {\sqrt {g\cdot cm}}{s}}} }
mit der CGS-Einheit Oe (Oersted) für die magnetische Feldstärke.
Umrechnung in SI-Einheiten:
{\displaystyle \mathrm {1\ Gb\,\,{\widehat {=}}\,\,{\frac {10}{4\ \pi }}\ A\approx 0{,}795\ A} }
mit der SI-Einheit A (Ampere) für die magnetische Spannung bzw. die elektrische Stromstärke.
Weitere Konversion:
{\displaystyle \mathrm {1\ Gb={\frac {1}{4\ \pi }}\ Bi} }
mit {\displaystyle \mathrm {Bi} } für die cgs-Einheit Biot.